# Pleyben
Pleyben is een gemeente in het Franse departement Finistère, in de regio Bretagne. De plaats maakt deel uit van het arrondissement Châteaulin. Pleyben telde op 1 januari 2022 3.649 inwoners.

## Geografie
De oppervlakte van Pleyben bedroeg op 1 januari 2022 76,04 vierkante kilometer; de bevolkingsdichtheid was toen 48 inwoners per km².

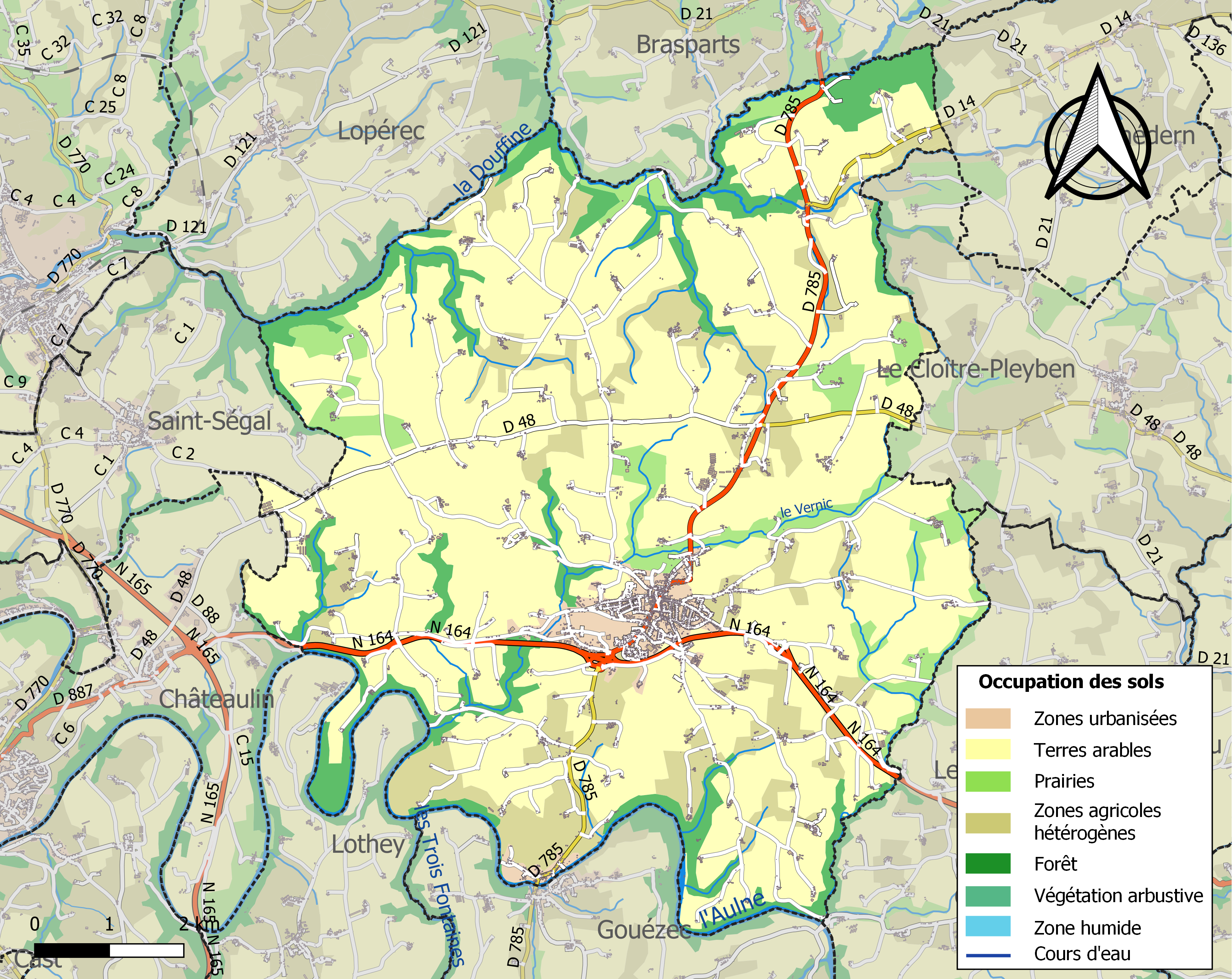
Kaart van de gemeente met belangrijkste infrastructuur, bodemgebruik en omliggende gemeenten

## Demografie
Onderstaande figuur toont het verloop van het inwonertal (bron: INSEE-tellingen).

## Afbeeldingen

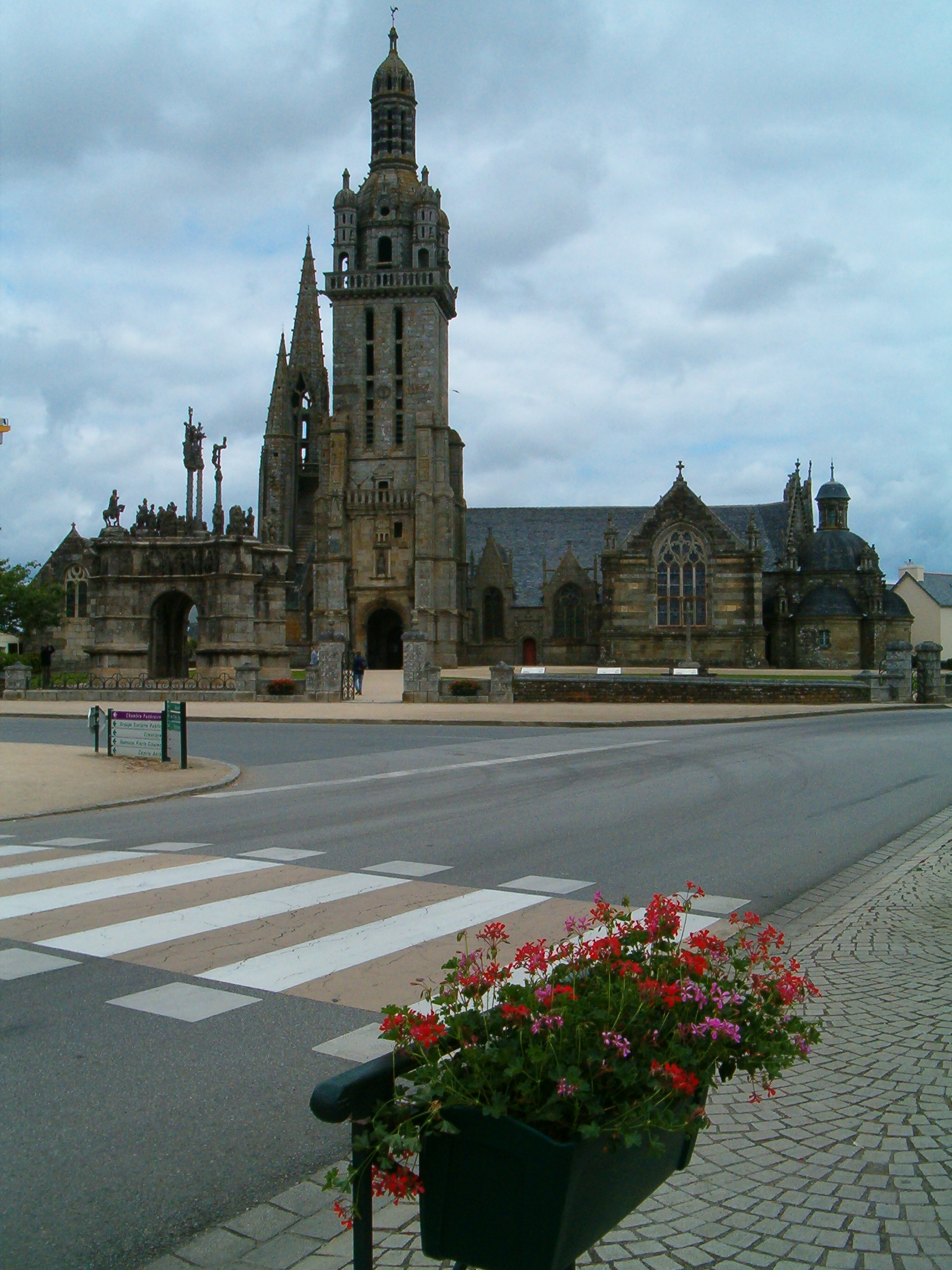
De Saint-Germainkerk van Pleyben
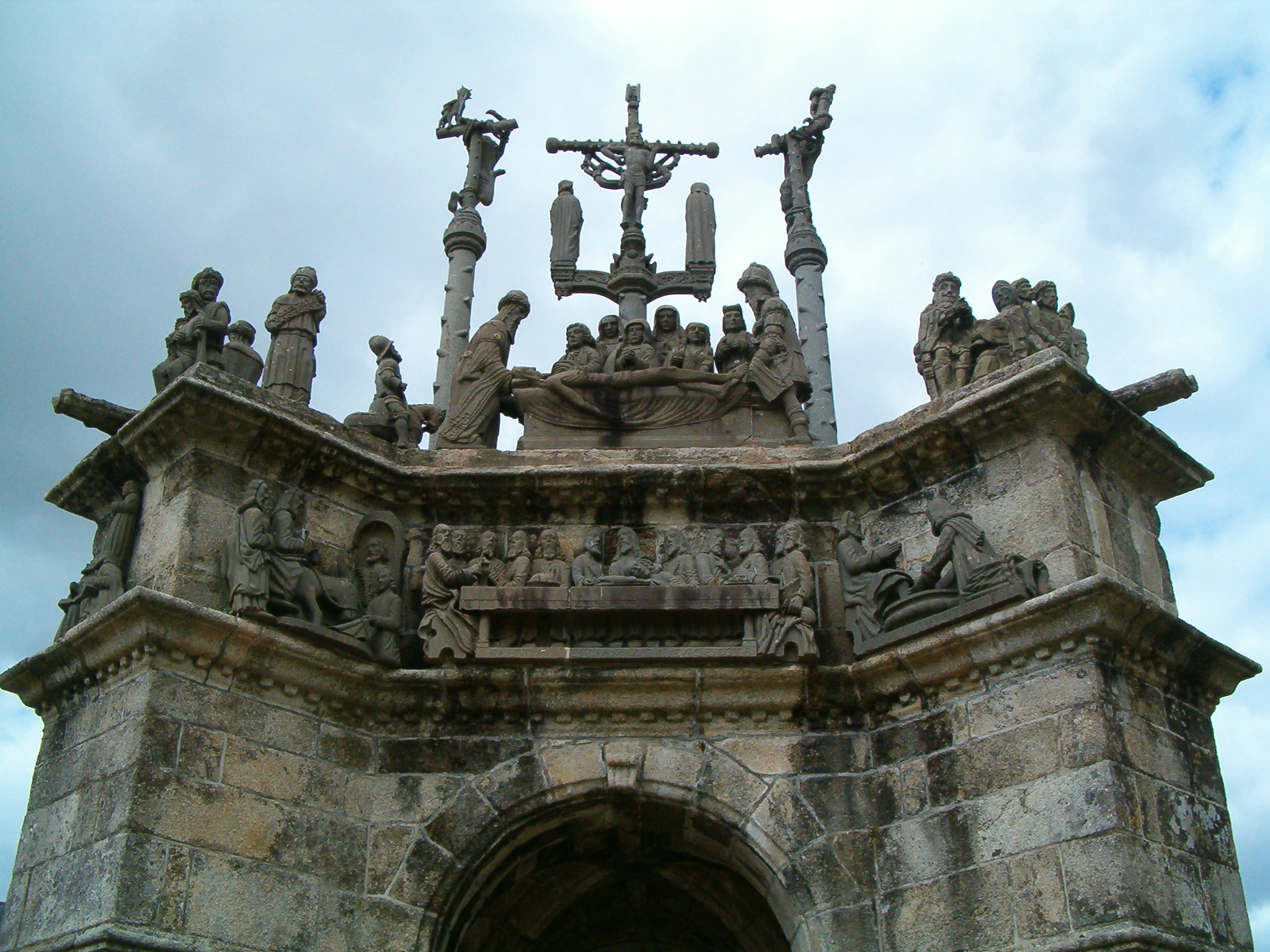
De Calvair van Pleyben, l'Enclos paroissial
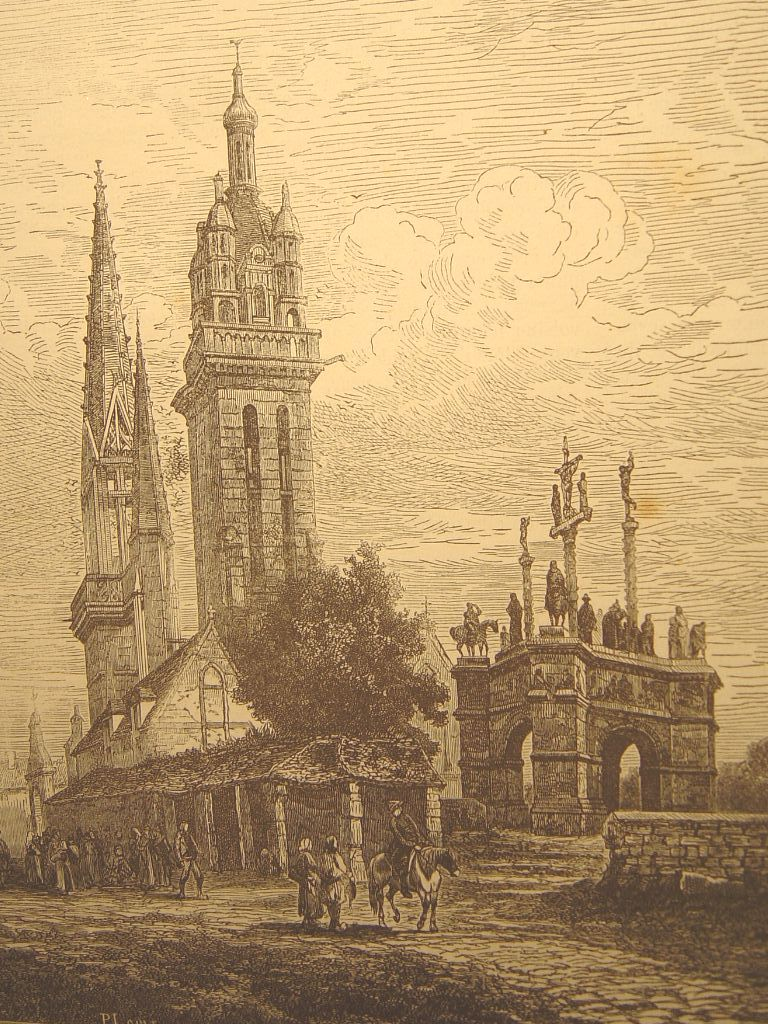
Calvaire en kerk in 1872